# Steen Andersen (historiker)
 For alternative betydninger, se Steen Andersen. (Se også artikler, som begynder med Steen Andersen)
Steen Andersen (født 1972 [kilde mangler]) er en dansk arkivar og seniorforsker ved Rigsarkivet. Han er ph.d. og adjunkt ved Copenhagen Business School.

## Karriere
Andersen har speciale i 2. verdenskrig, samarbejdspolitikken og efterkrigstiden. Derudover har han publiceret og anmeldt flere faglitterære tekster om Danmark under besættelsen i tidskrifter såsom: Politiken, Information og Berlingske Tidende.

## Publikationer
- The Hegemony of Nazi Germany and Imperial Japan in World War II. red. / Marcel Boldorf; Tetsuji Okazaki. Abingdon : Routledge, 2015. s. 262-279.
- I: Weekendavisen, 29.08.2014, s. 13.
- I: Politiken, 11.05.2013, s. 10.
- I: Scandinavian Economic History Review, Vol. 59, Nr. 1, 2011, s. 3-28.

- De gjorde Danmark større : de multinationale danske entreprenørfirmaer i krise og krig 1919-1947 ISBN 978-87-595-2496-1
- Danmark i det tyske storrum : dansk økonomisk tilpasning til Tysklands nyordning af Europa 1940-41 ISBN 87-595-2258-5

## Aktiviteter
- Steen Andersen (Deltager), DR2 Deadline, 11 apr. 2012
- Steen Andersen (Deltager), Politiken, 17 apr. 2012
- Steen Andersen (Deltager), Kristeligt Dagblad, 7 nov. 2012
- Steen Andersen (Deltager), DR P1 Morgen 08.00, 1 feb. 2011
- Steen Andersen (Redaktør), Jyllands-Posten, 1.sektion, 5 jun. 2008
- Steen Andersen (Redaktør), Berlingke Tidende, 19 feb. 2006
- Steen Andersen (Deltager), DR1 TV-avisen, 2 maj 2005
- Steen Andersen (Deltager), DR Radioavisen, 5 nov. 2005